# Boeing Vertol 107
Boeing Vertol 107 (BV 107) är en medeltung helikopter med tandemrotor som ursprungligen utvecklades av den amerikanska helikoptertillverkaren Vertol. BV 107 används både av civila och militära flygoperatörer i en rad olika roller, till exempel av Columbia Helicopters, för att flyga ut timmer, samt USA:s försvarsmakt som en transporthelikopter. Helikoptern har även tidigare används av Svenska försvarsmakten, främst till flygräddning och ubåtsjakt.

## Utveckling
År 1956 började Vertol utvecklingen av V-107, som premiärflögs 1958. År 1960 köptes företaget upp av Boeing och döptes om till Boeing Vertol. När helikoptern gick i produktion samma år fick den den civila beteckningen BV 107-II. USA:s försvarsmakt visade tidigt intresse för BV 107 och 1962 fick helikoptern den militära beteckningen CH-46 Sea Knight. 1965 sålde Boeing tillverkningsrättigheten av 107 till Kawasaki Heavy Industries, varvid helikoptern fick den civila beteckningen KV 107.

## Användning i den svenska försvarsmakten - helikopter 4
I Sverige fick helikoptern den militära beteckningen helikopter 4 (hkp 4) och har använts av Flygvapnet samt Marinflyget. Helikoptrarna började levereras 1963 och totalt anskaffades 22 individer, varav två har havererat.
Alla Flygvapnets tio helikoptrar samt Marinflygets första fyra tillverkades av Boeing Vertol (BV 107) och fick den militära beteckningen hkp 4A respektive hkp 4B. Senare köpte Marinflyget in ytterligare åtta helikoptrar, som nu tillverkades av Kawasaki (KV 107) och dessa fick beteckningen hkp 4C (inledningsvis var avsikten att beteckna KV 107 såsom hkp 7, men blev alltså slutligen hkp 4C istället). Fyra av Flygvapnets hkp 4A modifierades senare till hkp 4B och överfördes till Marinflyget (Ofta anges att dessa fyra helikopterindivider skall ha blivit hkp 4D efter modifieringen, men all flygtid för dessa fyra individer är mellan 1994 och deras sista flygning i FM registrerade på hkp 4B).
Två av Marinflygets helikoptrar har havererat, övriga kom slutligen antingen att säljas till den civila flygoperatören Columbia Helicopters, skänkas till olika organisationer inom Sverige eller skrotas. Hkp 4 var i tjänst i Försvarsmakten fram till 2011.

### Hkp 4 i Flygvapnet
Flygvapnet hade 10 hkp 4, som främst användes som en räddningshelikopter. När dessa gradvis ersattes av Hkp 10 modifierades fyra av Flygvapnets hkp 4A till 4B och överfördes till Marinflyget. Flygvapnets hkp 4 har var baserad på F 8 (1963 till 1964 stående på Berga), F 15, F 17 samt F 21 och var i tjänst i Flygvapnet fram till 1992.

#### Helikopterindivider
| Tillv. serienr | Militärt reg nr | Fen- nummer | Version | Operativ i Försvarsmakten | Kommentar                                                         |
| -------------- | --------------- | ----------- | ------- | ------------------------- | ----------------------------------------------------------------- |
| 401            | 04451           | 91          | A       | 1963 - 1992               | Utställd på F 21 Museum                                           |
| 402            | 04452           | 92          | A       | 1963 - 1991               | Såld till Columbia Helicopters                                    |
| 403            | 04453           | 93          | A       | 1964 - 1988               | Modifierad till B-version och överförd till Marinflyget som 04075 |
| 404            | 04454           | 94          | A       | 1964 - 1990               | Såld till Columbia Helicopters                                    |
| 405            | 04455           | 95          | A       | 1964 - 1986               | Modifierad till B-version och överförd till Marinflyget som 04074 |
| 406            | 04456           | 96          | A       | 1964 - 1991               | Såld till Columbia Helicopters                                    |
| 407            | 04457           | 97          | A       | 1965 - 1992               | Såld till Columbia Helicopters                                    |
| 408            | 04458           | 98          | A       | 1965 - 1988               | Modifierad till B-version och överförd till Marinflyget som 04076 |
| 409            | 04459           | 99          | A       | 1965 - 1988               | Modifierad till B-version och överförd till Marinflyget som 04073 |
| 410            | 04460           | 90          | A       | 1965 - 1991               | Skrotad                                                           |

1. ↑  Det militära registreringsnumret är ett unikt individnummer som Flygvapnets luftfartyg är registrerat med i det (svenska) militära luftfartygsregistret.
2. ↑  Fennumret står på skrovet på Flygvapnets luftfartyg i syfte att visuellt lätt kunna identifiera individen.

### Hkp 4 i marinflyget
Marinflyget hade 16 hkp 4, varav fyra ursprungligen kom från Flygvapnet. Helikoptern användes i Marinflyget främst till ubåtsjakt och kunde för detta vara utrustad med doppsonar samt sex sjunkbomb 51 alternativt två torped 45. Vidare kunde helikoptern utrustas med en radar för spaning efter ytmål.
Marinflygets hkp 4 stöttade även det civila samhället vid en rad händelser. Vid branden på färjan Scandinavian Star flög man ut brandmän och deras utrustning till fartyget. Vid Estoniakatastrofen deltog nio av marinflygets fjorton hkp 4 till att rädda överlevande och bärga döda. Hkp 4 har även använts till att bland annat släcka skogsbränder genom att vattenbegjuta marken med hjälp av en brandtunna.
Hkp 4 var i tjänst i Marinflyget fram till 1998, då kvarvarande helikopterindivider överfördes till det nybildade förbandet Helikopterflottiljen.

#### Helikopterindivider
| Tillv. serienr | Militärt reg nr | Fen- nummer | Version | Operativ i Försvarsmakten | Kommentar |
| -------------- | --------------- | ----------- | ------- | ------------------------- | --- |
| 501            | 04061           | 61          | B       | 1966 - 2007               | Såld till Columbia Helicopters. |
| 502            | 04062           | 62          | B       | 1964 - 1968               | Totalhaveri vid Huvudskär i september 1968.                                                                                               |
| 503            | 04063           | 63          | B       | 1964 - 2008               | Såld till Columbia Helicopters. |
| 10             | 04064           | 64          | B       | (1970) - 2007             | Ersättningshelikopter till Y62, som hade havererat. Den var begagnad när den köptes, var en prototyp från 1959. Står vid Flygvapenmuseum. |
| 4078           | 04065           | 65          | C       | 1972 - 2008               | Såld till Columbia Helicopters. |
| 4079           | 04066           | 66          | C       | 1974 - 1975               | Totalhaveri |
| 4080           | 04067           | 67          | C       | 1974 - 2008               | Såld till Columbia Helicopters. |
| 4081           | 04068           | 68          | C       | 1973 - 2008               | Såld till Columbia Helicopters. |
| 4082           | 04069           | 69          | C       | 1973 - 2008               | Utställd vid Aeroseum. |
| 4083           | 04070           | 70          | C       | 1974 - 2011               | Flygande museihelikopter vid Aeroseum. Registrerad SE-JLY                                                                                 |
| 4084           | 04071           | 71          | C       | 1974 - 2008               | Såld till Columbia Helicopters. |
| 4093           | 04072           | 72          | C       | 1974 - 2002               | Drevs av FMV mellan 2003 och 2010. Står vid Aeroseum.                                                                                     |
| 409            | 04073           | 73          | B       | 1992 - 2008               | Tidigare 04459 (hkp 4A) i Flygvapnet. Såld till Columbia Helicopters.                                                                     |
| 405            | 04074           | 74          | B       | 1992 - 2007               | Tidigare 04455 (hkp 4A) i Flygvapnet. Såld till Columbia Helicopters.                                                                     |
| 403            | 04075           | 75          | B       | 1992 - 2006               | Tidigare 04453 hkp 4A) i Flygvapnet. Såld till Columbia Helicopters.                                                                      |
| 408            | 04076           | 76          | B       | 1990 - 2007               | Tidigare 04458 (hkp 4A) i Flygvapnet. Såld till Columbia Helicopters.                                                                     |

1. 1 2 3 4  Ofta anges att dessa fyra helikopterindivider skall ha blivit en hkp 4D efter modifieringen från hkp 4A, men flygtiden för dessa fyra individer är mellan 1994 och deras sista flygning (i FM) registrerade på hkp 4B (flygplanstyp 042). Dock finns hkp 4D registrerad som ett materielsystem i FM, men inga flygningar har genomförts från 1994 eller senare med denna flygplanstyp.

#### Haverier
- Den 6 september 1968 havererade Y62 utanför Huvudskär på grund av ett mekaniskt fel i rotorsystemet. 10 av de 12 ombordvarande omkom.[11]
- Den 6 november 1975 havererade Y66 i Mysingen på grund av den mänskliga faktorn. En omkom, övriga fyra ombord överlevde.[12]

### Hkp 4 i Helikopterflottiljen
År 1998 skapades ett försvarsmaktsgemensamt helikopterförband (Helikopterflottiljen) genom att slå ihop de olika helikopterresurserna i Försvarsmakten, däribland Marinflyget. I och med detta överfördes Marinflygets kvarvarande 14 hkp 4 till Helikopterflottiljen. I denna organisation användes hkp 4 främst som en transporthelikopter och under 2008 stod den i beredskap för snabbinsatsstyrkan Nordic battlegroup. Hkp 4 var i tjänst vid Helikopterflottiljen fram till 2011.

#### Nordic Battlegroup 08
Mellan januari och juni 2008 stod fyra hkp 4 i beredskap för snabbinsatsstyrkan NBG 08 inom ramen för Helikopterenheten. Helikopterenhetens huvuduppgift var att stödja NBG 08 med sjuktransportförmåga (MEDEVAC).
I planeringsstadiet ville Försvarsmakten att ett annat land skulle ansvara för Helikopterenheten, men 2005 tvingades Försvarsmakten konstatera att inget annat land kunde bidra med helikopterkapacitet och att Sverige som ramnation fick lösa frågan på egen hand. Beslut fattades att Helikopterenheten skulle bestå av två hkp 10 samt fyra hkp 4. Hkp 10 var tvungen att modifieras för att kunna i en miljö med förhöjd hotbild, dock blev det problem med modifieringen som gjorde att hkp 10 aldrig hann bli klar till NBG 08.
Även hkp 4 var tvungen att anpassas till den förhöjda hotbilden i ett möjligt insatsområde. För detta modifierades fyra helikopterindivider (Y65, Y68, Y70 samt Y71) till att kunna montera ballistiskt skydd samt kulspruta. Dock fick även hkp 4 problem med modifieringen, vilket gjorde att de inte kunde levereras förrän i slutet av 2007. Detta ledde till att NBG 08 inte kunde öva med helikoptrarna under hela utbildningsperioden. NBG 08 avslutade sin beredskap utan att ha satts in.

#### Avveckling

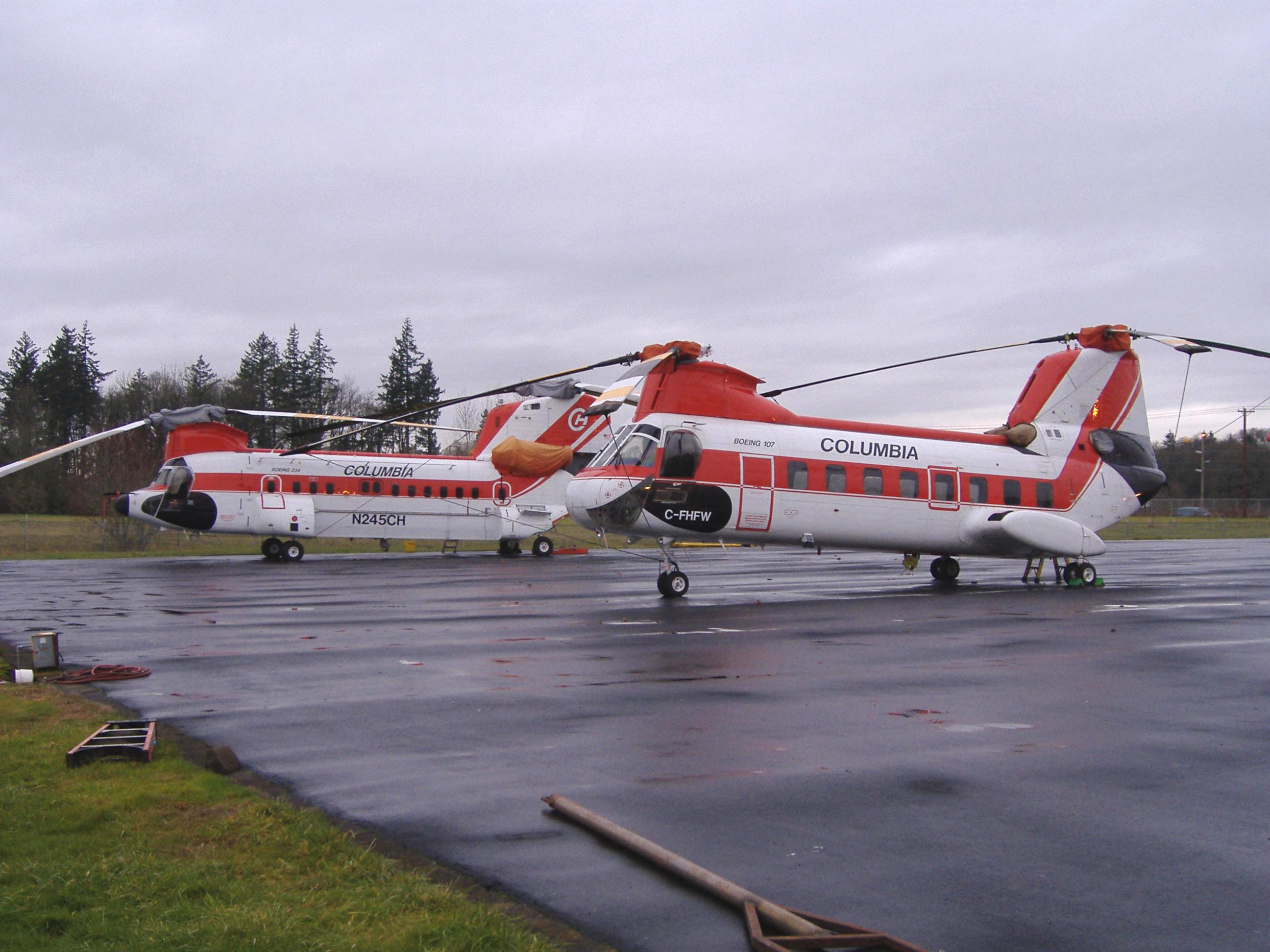
Boeing Vertol 107 och Boeing 234 i tjänst hos Columbia Helicopters

I praktiken upphörde driften av hkp 4 inom Försvarsmakten 2008 och 2010 togs beslutet om avveckling. Dock gjordes en sista flygning i Försvarsmaktens regi den 1 mars 2011 när Y70 flögs till Aeroseum. Huvuddelen av de kvarvarande hkp 4 såldes 2012 till det amerikanska företaget Columbia Helicopters, som köpte 10 individer (de hade 1991 även köpt fyra andra hkp 4). Övriga helikoptrar överläts till Aeroseum samt Flygvapenmuseum.

#### Kritik rörande avvecklingen
Avvecklingen av hkp 4 har kritiserats från flera olika håll och vid flera olika tillfällen:
- Sjukvårdshelikopter i Afghanistan: år 2008 beslutade regeringen att förstärka den svenska militära närvaron i Afghanistan, bland annat med sjukvårdshelikoptrar (Medevac).[15][16][17][18] Vid denna tidpunkt hade hkp 4 i praktiken upphört att vara operativ i Försvarsmakten samtidigt som det inte fanns något annat medeltungt helikoptersystem inom Helikopterflottiljen som kunde lösa denna uppgift, då hkp 14 var kraftigt leveransförsenad samtidigt som modifieringen av hkp 10 till att kunna verka i en hotmiljö även den var kraftigt försenad.[19] En utredning meddelar att återinsätta hkp 4 i drift skulle bli för dyrt, istället var förslaget att köpa in ytterligare ett medeltungt helikoptersystem. Samtidigt höjdes det ändå röster att hkp 4 ändå vore lämplig för uppgiften.[20][21][22][23][24] Företaget Patria lämnade (på eget initiativ) in en offert på hur de kunde modifiera hkp 4 för att lösa denna uppgift och deras pris var betydligt lägre än vad en anskaffning av ett nytt medeltungt helikoptersystem bedömdes bli.[25][26][27] 2011 fattades beslutet att 15 Sikorsky UH-60M (hkp 16) skulle anskaffas, inledningsvis för att verka som sjukvårdshelikoptrar i Afghanistan.

- Bristande brandbekämpningsförmåga: I samband med skogsbranden i Västmanland 2014 uppmärksammades det i media att när räddningstjänsten begärde stöd av Försvarsmakten blev det uppenbart att förmågan till vattenbegjutning från luften hade reducerats i och med avvecklingen av hkp 4, det enda militära helikoptersystem som fortfarande hade kvar denna förmåga var hkp 10.[28] hkp 14 samt hkp 16 fick denna förmågan först efterföljande år (2015).

- Avsaknad av ubåtsjaktförmåga: Hösten 2014 fanns indikationer på att främmande undervattensverksamhet pågick i Stockholms skärgård. I samband med detta uppmärksammades det än en gång i media att hkp 4 hade avvecklats innan en ersättare var operativ inom Försvarsmakten.[29] Hkp 14 som var den helikopter som skulle ersätta hkp 4 som ubåtsjakthelikopter var kraftigt försenad i införandet och hade ingen sjöoperativ förmåga vid tillfället.